# Kirk McLean
Kirk Alan McLean (* 26. Juni 1966 in Willowdale, Ontario) ist ein ehemaliger kanadischer Eishockeytorwart, der von 1985 bis 2001 für die New Jersey Devils, Vancouver Canucks, Carolina Hurricanes, Florida Panthers und New York Rangers in der National Hockey League spielte.

## Karriere
Als Junior spielte er bei den Oshawa Generals in der Ontario Hockey League. Die New Jersey Devils wählten ihn beim NHL Entry Draft 1984 in der sechsten Runde als 107. aus.
In der Saison 1985/86 kam er zu seinem Debüt in der NHL, doch die Devils waren im Tor hervorragend besetzt, sodass er in seinen ersten beiden Spielzeiten meist bei den Maine Mariners in der American Hockey League spielte und nur sechs Partien in der NHL bestritt. Einer derer, die sich mit ihm um den Platz im Tor der Devils bemühten, war Karl Friesen.
Kurz vor Beginn der Saison 1987/88 wechselte er zu den Vancouver Canucks. Dort spielte der 35-jährige Richard Brodeur, der ihm in seiner ersten Saison als Stammtorwart half. Zehn Jahre lang war er Stammtorwart der Canucks. Nach einer sehr guten Saison 1991/92, in der er ins Second All-Star Team gewählt wurde und nur knapp den Gewinn der Vezina Trophy verpasste, führte er sein Team in der Saison 1993/94 bis in die Finalserie um den Stanley Cup, wo man gegen die New York Rangers unterlag. 
Sehr abwechslungsreich war die Saison 1997/98. Anfang Januar wurde er mit Martin Gélinas für Sean Burke, Geoff Sanderson und Enrico Ciccone an die Carolina Hurricanes abgegeben. Schon im März schickte man ihn für Ray Sheppard zu den Florida Panthers weiter. Mit den Panthers ging er auch in die folgende Saison. Die Saison 1999/2000 spielte er dann für die New York Rangers und war dort zwei Jahre Back-up für Mike Richter.
Zusammen mit ehemaligen Spielern wie Bill Ranford und Dave Lowry zählt er zu den Besitzern der Nachwuchsmannschaft von Burnaby Express.

## Erfolge und Auszeichnungen
- 1990 Teilnahme am NHL All-Star Game
- 1991 NHL-Spieler des Monats Oktober
- 1992 Teilnahme am NHL All-Star Game
- 1992 NHL Second All-Star Team